# Marie Loewe–Destinnová
Marie Loewe–Destinnová, někdy uváděná jako Marie Löwe-Destinn, rozená Marie von Dreger (1837 Vídeň – 1921) byla rakouská operní pěvkyně. Byla také učitelkou zpěvu Emmy Destinnové, která po ní převzala umělecký pseudonym.
Jako operní pěvkyně vystupovala ve Vídni v Hofsoper (dnešní Staatsoper), kde spolupracovala s Richardem Wagnerem. Dále hostovala v Londýně, jako operní sólistka vystupovala v italském Miláně, Turíně, Florencii, Římě a Veroně. V pražském Stavovském divadle vystoupila např. v Thomasově opeře Hamlet v roli Ofélie.